# CdZ-Gebiet
Pour les articles homonymes, voir CdZ.

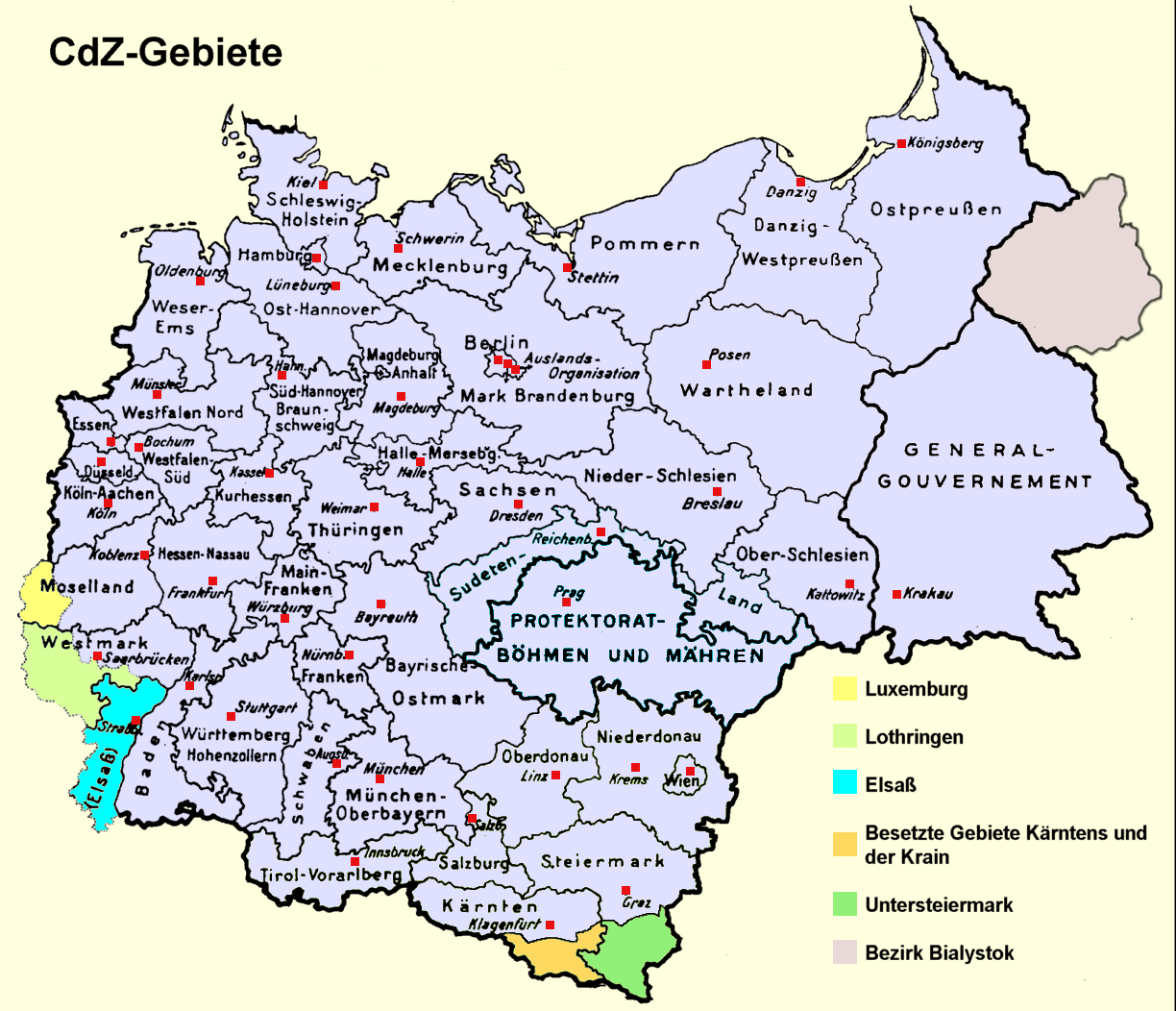
Carte du Chef der Zivilverwaltung Gebiet de 1941.

Le Chef der Zivilverwaltung Gebiet ou CdZ-Gebiet (Territoire du ressort d'un chef de l’administration civile) désigne une division administrative territoriale de l'Allemagne nazie. 

## Contexte historique
L'Allemagne nazie suit une politique expansionniste dès l'arrivée de Hitler au pouvoir. Cette politique se poursuit activement pendant la Seconde Guerre mondiale avec la création de CdZ-Gebiet à la marge du Reich allemand.

## Organisation administrative
Dans l'Allemagne nazie, chaque "Chef der Zivilverwaltung Gebiet" nouvellement annexé au Reich est rattaché géographiquement et administrativement à un Gau déjà existant. Le "CdZ-Gebiet" relève d'un "Chef der Zivilverwaltung", siglé "CdZ" en allemand, un haut fonctionnaire nazi faisant fonction de chef de l'administration civile. L'administration mise en place dans ces territoires devait préparer l'intégration de ces derniers au Reich allemand. Situés à la marge du Troisième Reich, ces territoires étaient annexés de fait à l'Allemagne nazie et étaient, par conséquent, considérés comme parties intégrantes de l'Allemagne.

## Les CdZ-Gebiet duIIIeReich
Durant la Seconde Guerre mondiale, cinq Chef der Zivilverwaltung Gebiet sont créés entre 1940 et 1945, à la marge du IIIe Reich:
- le "CdZ-Gebiet Lothringen", créé à partir de la Moselle annexée, et placé sous l'autorité de Josef Bürckel, Reichskommissar et Gauleiter du "Gau Saarpfalz", futur Gau Westmark, siégeant à Sarrebruck ;
- le "CdZ-Gebiet Elsass", créé avec l'Alsace annexée, placé sous l'autorité de Robert Wagner, Reichsstatthalter et Gauleiter du "Gau Baden", siégeant à Karlsruhe ;
- le "CdZ-Gebiet Luxemburg (de)", créé avec le Grand-Duché de Luxembourg annexé, et placé sous l'autorité de Gustav Simon, Gauleiter du "Gau Koblenz-Trier", futur "Gau Moselland", siégeant à Coblence ;
- le "CdZ-Gebiet Kärnten und Krain (de)", créé en Carinthie et Carniole, et placé sous l'autorité de Friedrich Rainer, Reichsstatthalter et Gauleiter du "Gau Kärnten", siégeant à Klagenfurt ;
- le "CdZ-Gebiet Untersteiermark (de)", créé en Basse-Styrie, et placé sous l'autorité de Sigfried Uiberreither, Reichsstatthalter et Gauleiter du "Gau Steiermark", siégeant à Graz.